# 심우주 통신망

심우주 통신망의 40주년 기념 (1998년)

심우주 통신망 또는 심우주 추적망(영어: Deep Space Network, DSN)은 미국 항공우주국(NASA) 제트추진연구소(JPL)에서 운영하는 통신 시설이다. 미국 캘리포니아, 스페인, 호주에 각각 위치하고 있다. 행성간 운행되는 우주선과의 통신을 위해 사용되고 있으며, 우주로부터 오는 전파나 혹은 태양계내부의 전파를 관측하는 데에도 사용되고 있다.

## 주파수
심우주 통신에서는 별도의 주파수 대역을 쓴다. 주로 위성통신에 쓰이는 S 밴드(2000~4000MHz)와 우주 탐사에 쓰이는 X 밴드(6200~1만9000MHz) 가운데 일부 주파수 대역을 뽑아 심우주 통신용으로 활용한다.

## 같이 보기
- 화성 과학 실험실
- 보이저 계획
- 국제 혜성 탐사선
- 제임스 웹 우주망원경
- 행성간 인터넷